# Ouro Velho
Pour les articles homonymes, voir Ouro.
Ouro Velho est une ville brésilienne du centre de l'État de la Paraíba.
Sa population était estimée à 2 974 habitants en 2007. La municipalité s'étend sur 129 km2.